# Xanthippus montanus
Xanthippus montanus es una especie de saltamontes perteneciente a la subfamilia Oedipodinae, familia Acrididae. Se encuentra en Norteamérica.
Mide de 30 a 61 mm, es más grande en zonas bajas. Vive en zonas arenosas, dunas, lugares relativamente estables con vegetación baja y rala. Pasa el invierno como ninfas del último estadio. Los adultos emergen en abril o a veces en marzo.